# Nationalliga B (Kleinfeldhandball)
Die Nationalliga B war die zweithöchste Spielklasse im Schweizer Kleinfeldhandball.

## Geschichte
Mit der Spielzeit 1967 der Nationalliga A wurde der reguläre Spielbetrieb aufgenommen und eine Nationalliga B geschaffen.

## Organisation
Organisiert wurde der Spielbetrieb von Beginn an vom Handball-Ausschuss (HBA) des Eidgenössischen Turnverein.

## Meister
| Jahr   | West            | Ost                        | Resultat | Mannschaften |
| ------ | --------------- | -------------------------- | -------- | ------------ |
| 1967   | GG Bern         | Grasshopper Club Zürich II | 10:14    | 13           |
| 1968   | TSG Bern        | Grasshopper Club Zürich II | 9:13     | 12           |
| 1969   | RTV 1879 Basel  | Yellow Winterthur          | 27:11    | 14           |
| 1970   | RTV 1879 Basel  | Rieter Winterthur          | 11:10    | 14           |
| 1971   | ATV Basel-Stadt | STV St. Gallen             | 18:11    | 14           |
| Total: | 3 Titel         | 2 Titel                    | 75:59    | ⌀ 13,4       |

## Aufstiegsspiele
| Jahr   | West         | Ost                 | Resultat      |
| ------ | ------------ | ------------------- | ------------- |
| 1967   | GG Bern      | Yellow Winterthur   | 10:15         |
| 1968   | TSG Bern     | ZMC Amicitia Zürich | 11:12 (n. V.) |
| 1969   | TSG Bern     | Yellow Winterthur   | 12:13         |
| Total: | 0 Aufsteiger | 3 Aufsteiger        | 33:40         |

## Erfolgreichste Vereine
| Rang | Verein                     | Meister | Zweiter | Aufsteiger | Titeljahre |
| ---- | -------------------------- | ------- | ------- | ---------- | ---------- |
| 1.   | Grasshopper Club Zürich II | 2       | 0       | 0          | 1967, 1968 |
| 1.   | RTV 1879 Basel             | 2       | 0       | 0          | 1969, 1970 |
| 3.   | ATV Basel-Stadt            | 1       | 0       | 0          | 1971       |
| 4.   | Yellow Winterthur          | 0       | 1       | 2          |            |
| 5.   | GG Bern                    | 0       | 1       | 0          |            |
| 5.   | Rieter Winterthur          | 0       | 1       | 0          |            |
| 5.   | STV St. Gallen             | 0       | 1       | 0          |            |
| 5.   | TSG Bern                   | 0       | 1       | 0          |            |
| 9.   | ZMC Amicitia Zürich        | 0       | 0       | 1          |            |